# Arvo Lehesmaa

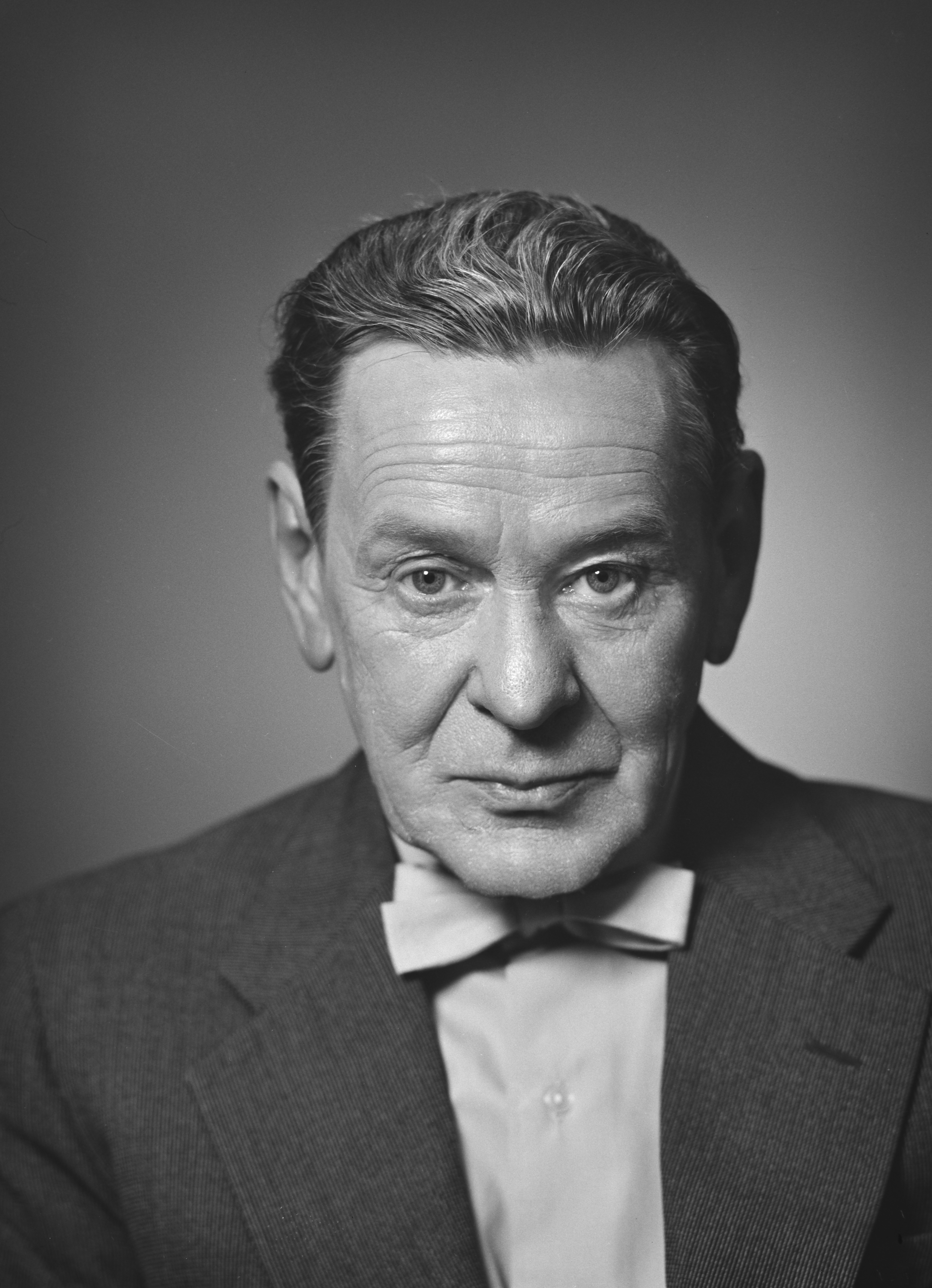
Arvo Lehesmaa år 1961.

Arvo Aleksander Lehesmaa, till 1928 Nylund, född 22 oktober 1901 i Björneborg, död 18 maj 1973 i Helsingfors, var en finländsk skådespelare. Han var från 1926 gift med Aino-Inkeri Notkola.

## Biografi
Lehesmaa, ursprungligen Nylund, var son till bryggeriarbetaren Karl Nylund och Sofia Nyroos. Han studerade vid folk- och handelsskolorna och tog därefter anställning inom affärsverksamheten. Karriären som skådespelare inleddes vid Björneborgs arbetarteater, varifrån han 1925 övergick till stadens teater. Lehesmaa verkade vid teatern i Viborg 1928–1939, Helsingfors Folk- och arbetarteater 1940–1955 samt Finlands nationalteater 1955–1967. 1956 tilldelades den uppskattade komikern och operettstjärnan Pro Finlandia-medaljen. Åren 1940–1968 medverkade Lehesmaa i över 80 filmroller och var flitig framträdande på scen.